# سيتروين سي4 I
سيتروين سي4 I هي سيارة من تصنيع سيتروين، ظهرت في نهاية سنة 2004 لتعويض سيارات سيتروين إكسارا.